# Zabelia
Zabelia je je rod listopadnih, rjeđe zimzelenih dekorativnih grmolikih biljaka iz porodice kozokrvnica (Caprifoliaceae). Rod je nastao podijelom roda Abelia, na rodove Zabelia i Linnaea, a u njega je uključeno 10–ak vrsta.

## Vrste
1. Zabelia biflora (Turcz.) Makino
2. Zabelia corymbosa (Regel & Schmalh.) Makino
3. Zabelia densipila M.P.Hong, Y.C.Kim & B.Y.Lee
4. Zabelia dielsii (Graebn.) Makino
5. Zabelia integrifolia (Koidz.) Makino ex Ikuse & S.Kuros.
6. Zabelia parvifolia (C.B.Clarke) Golubk.
7. Zabelia triflora (R.Br. ex Wall.) Makino
8. Zabelia tyaihyonii (Nakai) Hisauti & H.Hara
9. Zabelia umbellata (Graebn. & Buchw.) Makino